# Les Halles

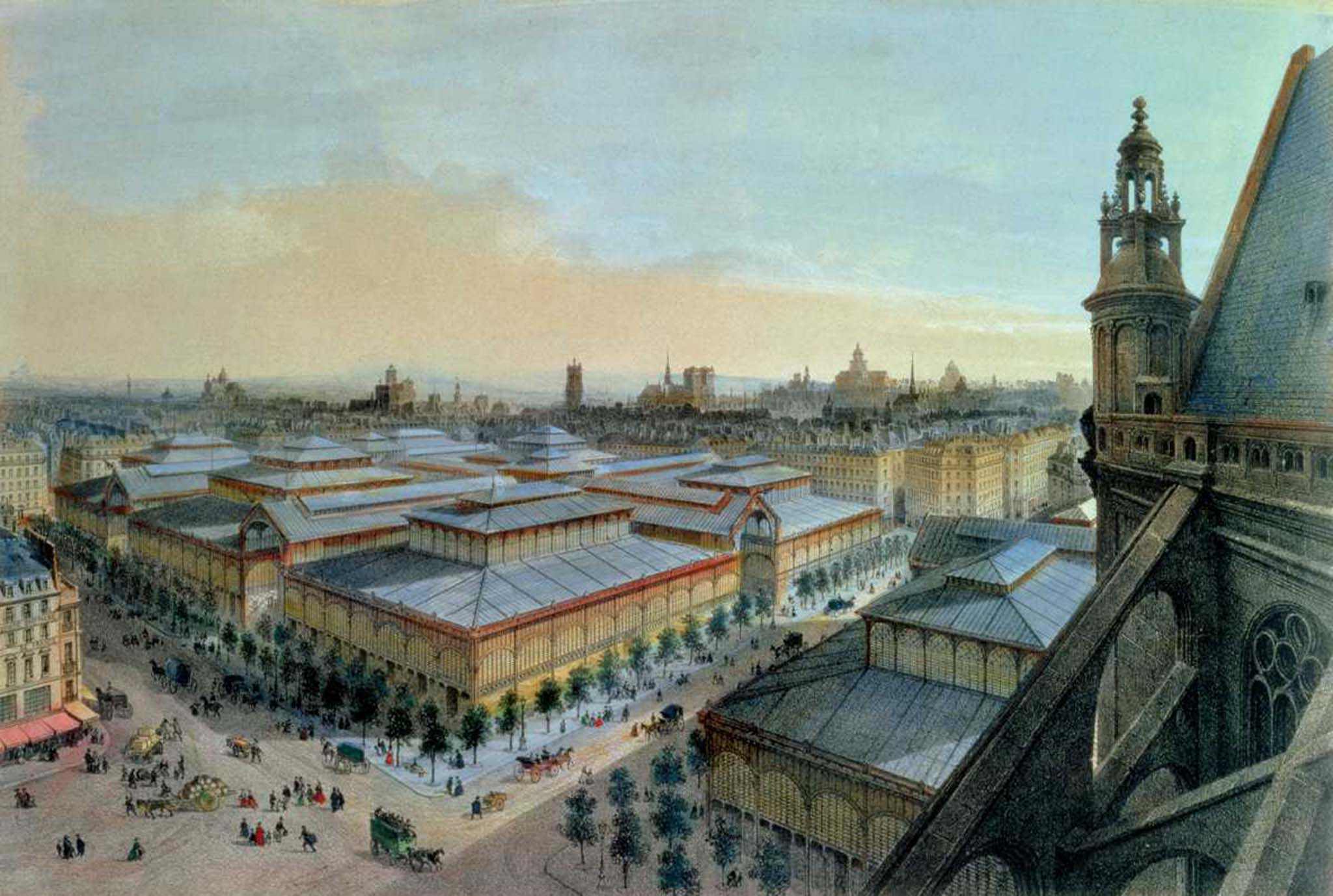
A bevásárlóközpont helyén korábban álló piac

A Les Halles de Paris vagy röviden a Les Halles Párizs legnagyobb frissétel-piaca volt. A város központjában található piacot 1971-ben bontották le, hogy a helyén felépülhessen a Forum des Halles, egy modern bevásárlóközpont, továbbá Párizs legforgalmasabb és legnagyobb RER és metró átszálló-vasútállomása, a Châtelet-Les-Halles. A bevásárlóközpontba naponta 150 ezer látogató érkezik (évente összesen 39,2 millió fő), ezzel Franciaország második leglátogatottabb bevásárlóközpontja.

## Képgaléria

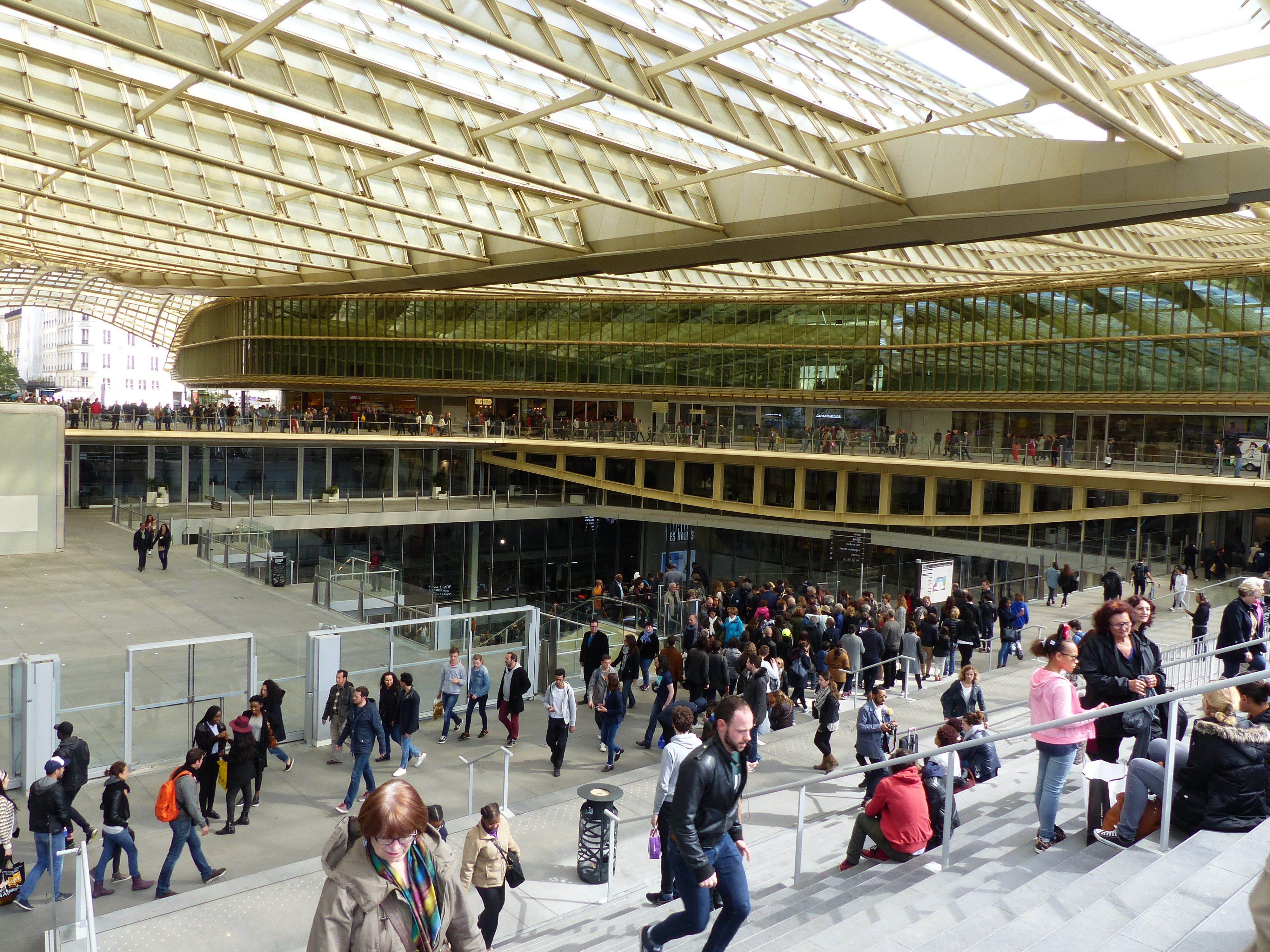
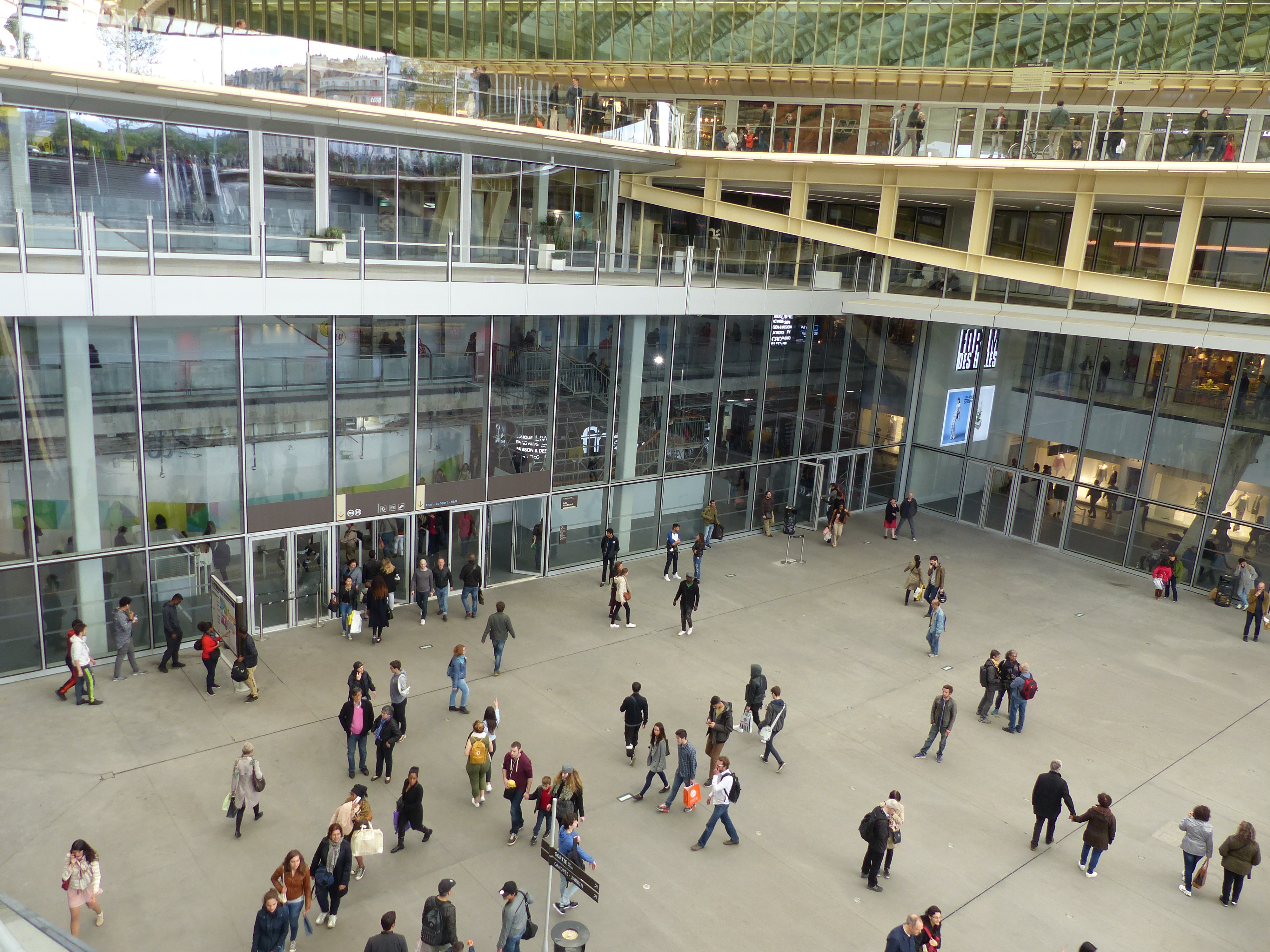
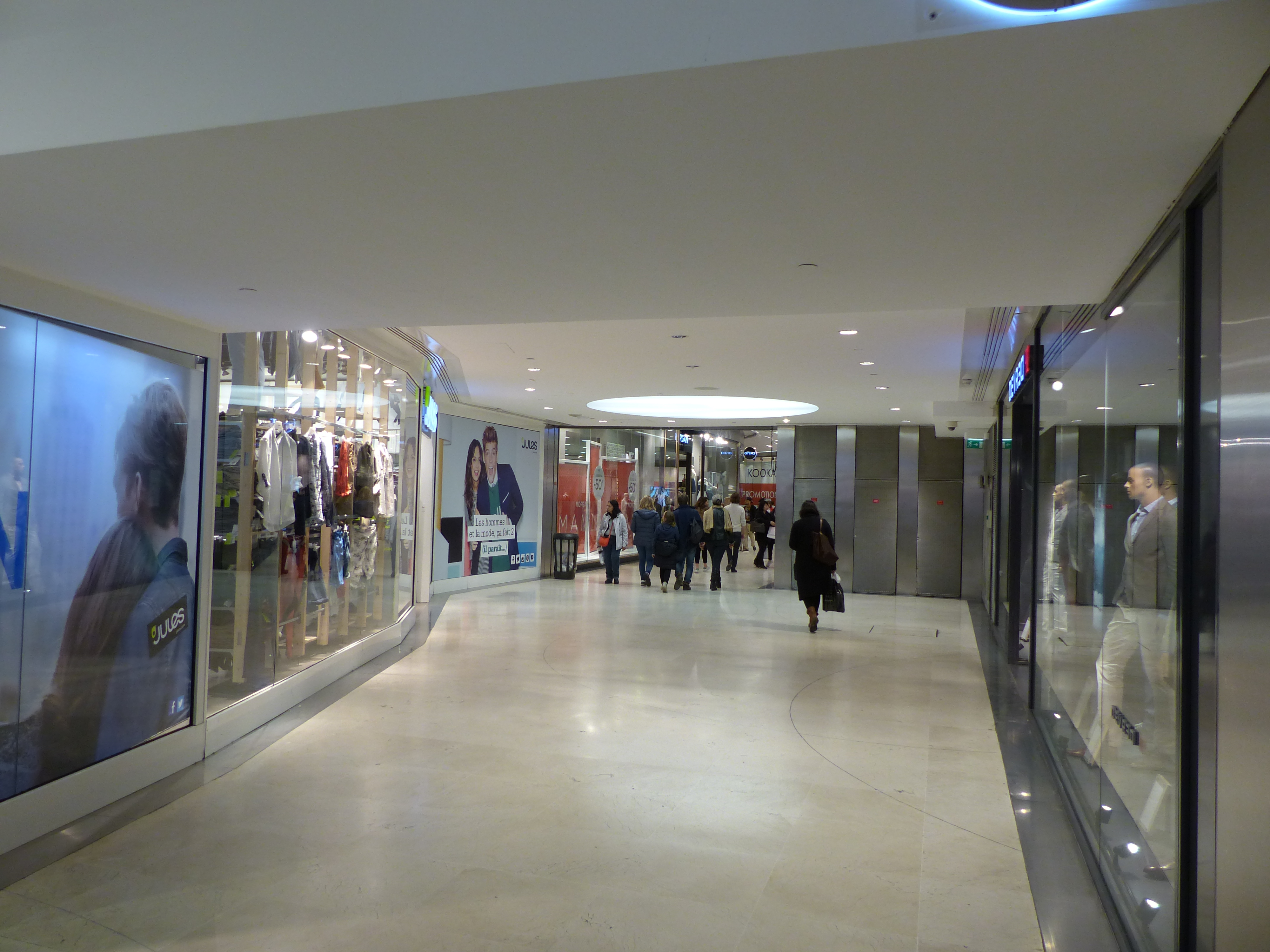
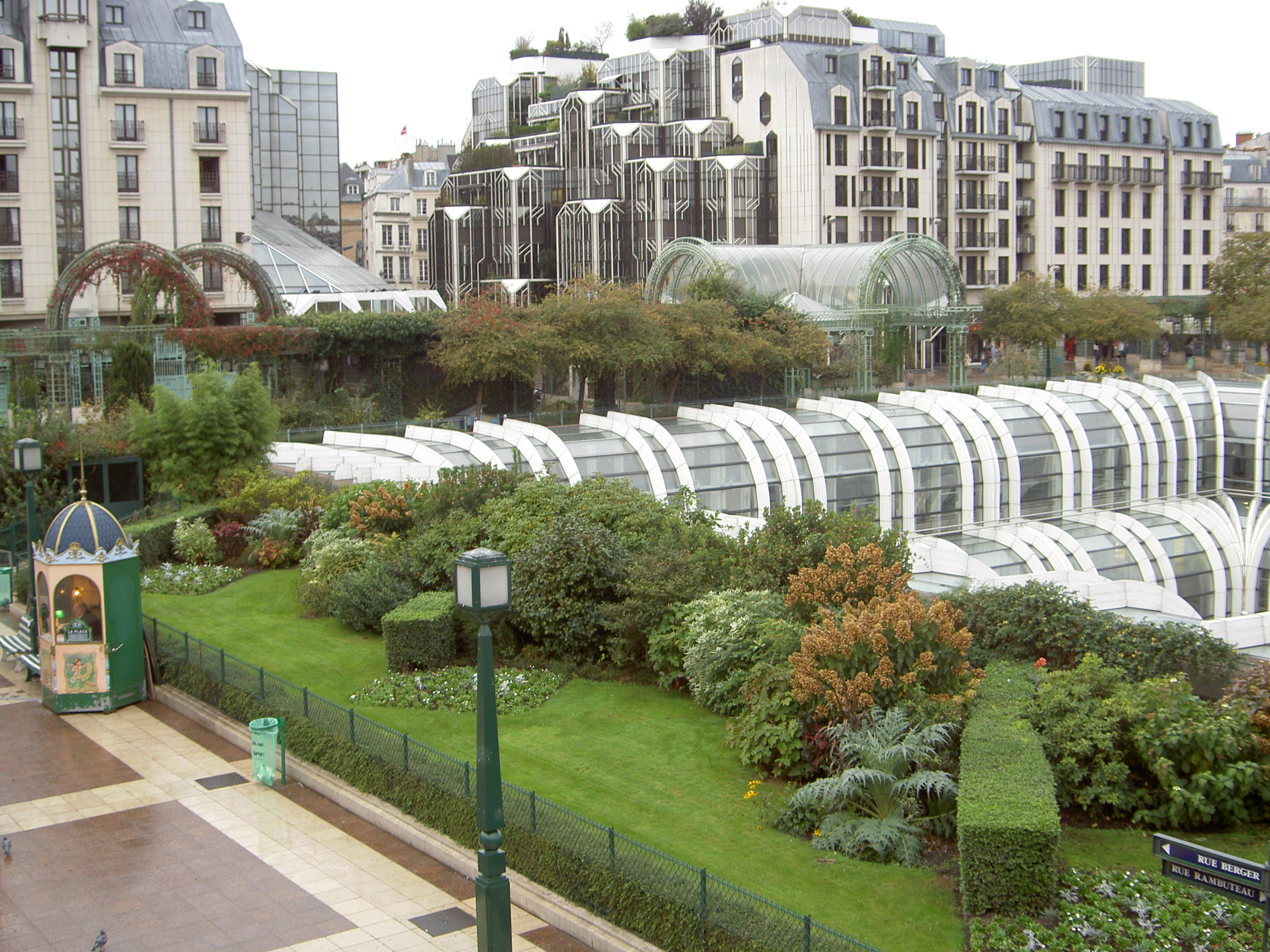
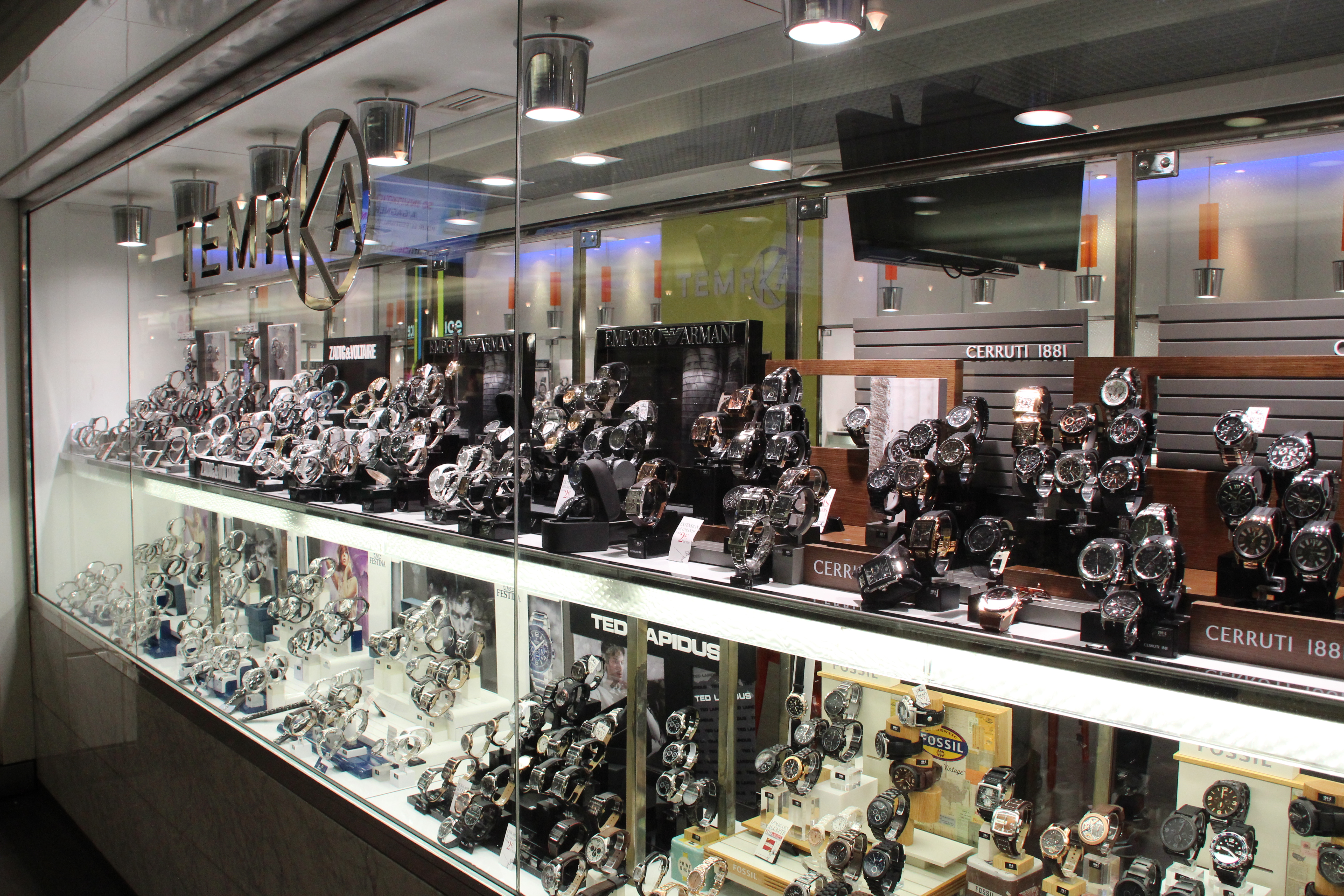